# Heterolocha falconaria
Heterolocha falconaria är en fjärilsart som beskrevs av Walker 1866. Heterolocha falconaria ingår i släktet Heterolocha och familjen mätare. Inga underarter finns listade i Catalogue of Life.